# Gaku: Minna no Yama
Gaku: Minna no Yama (岳 みんなの山, literalment "Pic: La Muntanya de Tothom") és un manga de muntanyisme escrit i il·lustrat per Shin'ichi Ishizuka. Està sent publicat per l'editorial Shogakukan a la revista Big Comic Original des de 2003, i recollit en 15 volums publicats actualment.
Narra les aventures d'un voluntari membre d'un equip de rescat alpí en els Alps Japonesos. L'any 2008 el manga rebé el Manga Taishō i l'any 2009 el Premi de manga Shogakukan.